# Lars Engstrand
Lars Georg Engstrand, född 17 mars 1957 i Stockholm, är en svensk forskare, överläkare och professor i smittskydd, särskilt klinisk bakteriologi, vid  institutionen för mikrobiologi, tumör- och cellbiologi, Karolinska Institutet i Stockholm. Hans forskning fokuserar på mikroorganismers roll vid sjukdomar i mag-tarmkanalen och reproduktiv hälsa. Professor Engstrand är sedan 2016 föreståndare vid Centrum för translationell mikrobiomforskning (CTMR) och sedan 2020 även föreståndare för Nationellt Pandemicentrum vid Karolinska institutet.

## Karriär
Engstrand avlade 1983 läkarexamen vid Uppsala universitet och doktorerade 1992 vid samma universitet på en avhandling om diagnostik av magsårsbakterien Helicobacter pylori. Han var anställd på Institutionen för medicinska vetenskaper vid Akademiska sjukhuset till och med 1996 då han tillträdde en laboratortjänst vid Smittskyddsinstitutet i Solna. Engstrand blev 2002 professor i smittskydd, särskilt klinisk bakteriologi, vid Karolinska institutet och kombinerade därefter sin professur med en tjänst som avdelningschef på Smittskyddsinstitutet. 2014 startade Professor Engstrand Clinical Genomics faciliteten på ScliLifeLab och 2016 startade han Centre for Translational Microbiome Research (CTMR). Han arbetar sedan 2020 som överläkare på universitetslaboratoriet vid Karolinska sjukhuset, och leder samtidigt "Lars Engstrand Group" vid Karolinska Institutet. I samband med utbrottet av Covid-19 pandemin, våren 2020, ställde han om sin forskningsverksamhet till ett storskaligt diagnostiskt laboratorium för SARS-Cov2.. Samtidigt bildade han Nationellt pandemicentrum vid Karolinska institutet där storskalig övervakning av virusvarianter bedrevs under pandemin. Han var även drivande i att etablera en biobank fört framtida forskning innehållande 1,5 miljoner Covid-19 prover. Professor Engstrand har fakultetspositioner vid Institutionen för medicin, Baylor College of Medicine, Houston, TX, Center for Genome Sciences and Systems Biology, Washington University School of Medicine, St. Louis samt vid New York University School of Medicine, New York, USA.
Engstrand har sedan han doktorerade 1992 publicerat över 300 vetenskapliga artiklar som citerats över 30 000 gånger. Han var bland annat med vid upptiningen och undersökningen av ismannen Ötzis maginnehåll 2010.